# تاییو هاما
تاییو هاما (انگلیسی: Taiyo Hama؛ زادهٔ ۱۴ ژوئن ۱۹۹۸) بازیکن فوتبال است.
از باشگاه‌هایی که در آن بازی کرده‌است می‌توان به باشگاه فوتبال کونسادول ساپورو اشاره کرد.